# FX Networks

Logo

FX (Fox Extended Networks) is een Amerikaanse televisiezender, onderdeel van Disney. Het eerste is een Amerikaans kabeltelevisienetwerk van de voormalige Fox Entertainment Group en het tweede is een satelliettelevisienetwerk in het Verenigd Koninkrijk van British Sky Broadcasting.
Het Amerikaanse netwerk ging van start op 1 juni 1994 als fX. Het interactieve netwerk werd niet populair, voornamelijk omdat slechts weinig kabelsystemen de fX-programma's aanboden. Alhoewel de meeste programma's werden opgenomen in New York, werden ze niet eens door kabelsystemen in New York gedistribueerd. Het netwerk werd opnieuw gelanceerd als FX: Fox Gone Cable in het begin van 1997. FX zond in het begin voornamelijk herhalingen uit van series die eerst werden uitgezonden op Fox, maar sinds 2001 heeft de zender ook een aantal eigen programma's gekregen, waardoor het marktaandeel van FX gegroeid is. Vooral de serie Nip/Tuck is een grote hit geworden. Door de nieuwe programmering wordt FX vaak vergeleken met HBO van Time Warner.
De Britse FX-zender werd in 2004 gelanceerd door News Corporation, via het satelliettelevisieconcern Sky. Net zoals het Amerikaanse netwerk is de doelgroep van FX VK mannelijk, maar wel 10 jaar ouder.
FX Networks is, na de overname van 21st Century Fox in 2019, eigendom van Disney. 